# Андрианов, Анатолий Николаевич
Анато́лий Никола́евич Андриа́нов (21 июля 1936 — 2 мая 2020 года) — советский и российский математик.

## Биография
Родился в Ленинграде. Окончил ЛГУ (1959) и аспирантуру, в 1962 году в защитил кандидатскую диссертацию (научный руководитель Юрий Линник).
С 1969 года доктор физико-математических наук. Профессор (1980).
Более 50 лет работал в Математическом институте им. Стеклова (Санкт-Петербург).
Научные интересы — теория чисел (теория зигелевых модулярных форм, операторы Гекке, квадратичные формы).
Книги в базе данных Math-Net.Ru:
- Модулярные функции и квадратичные формы. 2, Зап. научн. сем. ЛОМИ, 196, ред. А. Н. Андрианов, Г. В. Кузьмина, О. М. Фоменко, 1991, 176 с.
- Модулярные функции и квадратичные формы. 1, Зап. научн. сем. ЛОМИ, 183, ред. А. Н. Андрианов, В. А. Гриценко, 1990, 168 с.

Государственная премия СССР 1978 года — за цикл работ по теории дзета-функций многомерных модулярных форм, опубликованных в 1969—1974 гг.